# Kerstin Paeserack
Kerstin Natalie Paeserack (* 19. Februar 1963 in Wilhelmshaven, Niedersachsen) ist ein ehemaliges deutsches Fotomodell sowie eine Schönheitskönigin.

## Leben
1982 wurde sie als Miss Niedersachsen in Palma aus 18 Bewerberinnen zur Miss Germany gekrönt. Die Wahl fand im Casino Sporting Club statt.
Im Juli nahm sie an der Wahl zur Miss Universe in Lima teil und erreichte das Halbfinale. Im November des gleichen Jahres kandidierte sie auch zur Miss World in London. Anschließend war sie als erfolgreiches Model in Paris tätig.
Sie war sechs Jahre mit Schlagersänger Bernd Clüver liiert und heißt heute Kerstin Schmidt.
Am 20. November 1982 war sie Gast in der SWR-Show Auf los geht’s los bei Joachim Fuchsberger. Dort verriet sie, dass sie eine Körpergröße von 1,80 Meter hat. In der SWR-Sendung Miss-Wahlen. Der Kult um die Schönheit war sie am 30. Oktober 2004 zu Gast bei Markus Brock.
Kerstin Schmidt gibt heute mit ihrem Mann Seminare für Persönlichkeitsentwicklung und Bewusstseinsschulung im Allgäu.